# Rita Gildemeister
Rita Gildemeister (ur. 6 marca 1947 w Klueß) – niemiecka lekkoatletka, specjalistka skoku wzwyż, dwukrotna halowa wicemistrzyni Europy. W czasie swojej kariery reprezentowała Niemiecką Republikę Demokratyczną.
Zwyciężyła w skoku wzwyż na pierwszych europejskich igrzyskach juniorów w 1964. Zajęła 4. miejsce w tej konkurencji na europejskich igrzyskach halowych w 1967 w Pradze.
Zdobyła srebrny medal na halowych mistrzostwach Europy w 1972 w Grenoble za swą rodaczką Ritą Schmidt. Na igrzyskach olimpijskich w 1972 zajęła w finale 12. miejsce. Ponownie zdobyła srebrny medal na halowych mistrzostwach Europy w 1973 w Rotterdamie, tym razem za Bułgarką Jordanką Błagojewą.
Była mistrzynią NRD w 1965, wicemistrzynią w 1967 i 1969, a także brązową medalistką w 1970 i 1971. Była również halową wicemistrzynią NRD w latach 1965-1967 i 1973.